# Oogenes

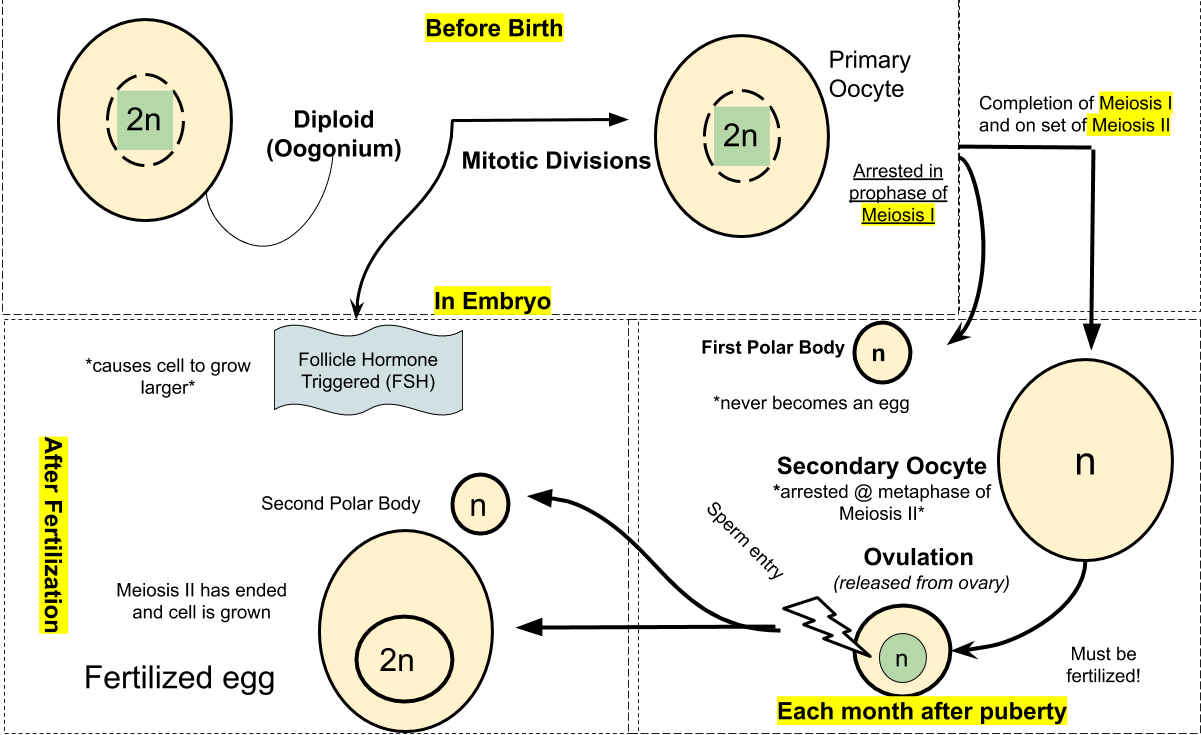
Diagram över tillverkningsprocessen

Oogenes är bildande av äggceller (ovum) av oocyterna i äggstockarnas äggreserv. Det är det kvinnliga könets motsvarighet till det manliga könets produktion av sädesceller i spermatogenes. De båda processerna går under samlingsnamnet gametogenes, som är bildandet av könsceller (haploida gameter) ämnade för sexuell förökning. Gemensamt för bildandet av könsceller hos de båda könen är att det sker via ett slags celldelning som kallas meios, även om de differentierar olika.

## Oogenes och människan

### Könsdifferentiering
Vecka 5 i den embryonala utvecklingen migrerar primordiala könsceller från gulesäcken till könslisten, crista gonadalis, som bildar gonaderna; i det kvinnliga fostret utvecklas de till äggstockar. Könsdifferentieringen avgörs huruvida embryot är av XX- eller XY-typ, där Y-kromosomens SRY-gen inducerar utvecklingen av det manliga könet, och frånvaro av Y-kromosomen - därmed även SRY-genen - istället leder till utveckling av det kvinnliga könet.

### Prenatal utveckling
I kontrast till spermatogenes, som startar först under puberteten, börjar oogenes redan i fosterstadiet. I det kvinnliga fostret differentierar primordiala könsceller till oogonia i de tidiga äggstockarna. Oogonia är diploida stamceller som genomgår mitos och bildar miljontals omogna äggceller. Några av de omogna äggcellerna fortsätter att utvecklas i fosterstadiet till att bli större celler, så kallade primära oocyter; resten degenererar, en process som kallas atresia. De primära oocyterna inleder meiosens profas I under fetal utveckling, men avstannar där tills puberteten tar vid. Under tiden omgärdas den primära oocyten av ett enkelt lager med granulosaceller; de bildar gemensamt en primordial follikel.

### Pubertet
När puberteten tar vid startar en månatlig reproduktionscykel; dels fortsätter oogenes, och dels förbereds livmodern till att ta emot en eventuellt befruktad äggcell. Reproduktionscykeln startas och regleras av att hormonet GnRH insöndras från hypotalamus, som i sin tur stimulerar adenohypofysen till att producera gonadotropinerna follikelstimulerande hormon (FSH) och luteiniserande hormon (LH).

## Follikelutveckling

### Primär follikel
FSH sätter igång den fortsatta follikulära utvecklingen med att påskynda tillväxten av 6 till 12 primordiala folliklar, som utvecklas vidare till primära folliklar. Den primära follikeln har flera lager granulosaceller, i kontrast till den primordiala follikeln som har ett enkelskikt. Mellan granulosacellerna och den primära oocyten bildas ett glykoproteinskikt som kallas zona pellucida. De yttersta granulosacellerna vilar mot ett basalmembran. Mot basalmembranets yttre differentierar stromaceller från äggstockens interstitium till en ny cellmassa, så kallad theca.

### Sekundär follikel
Den primära follikeln utvecklas sedan till den sekundära follikeln. Granulosacellerna producerar follikelvätska som ansamlas centralt i den sekundära follikeln, i ett hålrum som kallas antrum. Då kan man urskilja ett lager av granulosaceller som är fästa till zona pellucida, och detta lager kallas då corona radiata. Theca utvecklar två lager: theca interna, med steroidhormonproducerande egenskaper; och theca externa, som utvecklas till en vaskulariserad bindvävskapsel.

### Tertiär follikel
De sekundära folliklarna fortsätter att växa i storlek, men strax innan ägglossning börjar en enda follikel accelerera i tillväxt för att bilda en tertiär follikel, även kallad Graafs follikel. De resterande genomgår atresia. Det är i den tertiära follikeln som den diploida primära oocyten slutför meios I, och då bildar två haploida celler: den sekundära oocyten och den första polkroppen. Den första polkroppen är mindre i storlek och består i princip av genetiskt avfallsmaterial; den har ingen fortsatt funktion i oogenes. Den sekundära oocyten är större i storlek och fortsätter oogenes med att inleda meios II, men avstannar reduktionsdelningen i metafas II - i den fasen förblir den sekundära oocyten tills att den befruktas av en spermie. I samband med att den sekundära oocyten bildas spricker den tertiära follikeln, och den sekundära oocyten med kringliggande corona radiata släpps fri - en process som kallas ägglossning (ovulation).

## Faser i follikelutvecklingen
| Ålder           | Oogenes        | Follikulär utveckling | Celldelning      |
| --------------- | -------------- | --------------------- | ---------------- |
| Prenatal period | Oogonia        |                       | Mitos            |
|                 | Primär oocyt   | Primordialfollikel    | Meios I börjar   |
| Pre-pubertet    |                |                       |                  |
| Post-pubertet   | Primär oocyt   | Primär follikel       |                  |
|                 |                | Sekundär follikel     |                  |
|                 |                | Tertiär follikel      | Meios I avslutas |
|                 | Sekundär oocyt | Tertiär follikel      | Meios II         |